# Amidorus granulatus
Amidorus granulatus är en skalbaggsart som beskrevs av Karl Henrik Boheman 1857. Amidorus granulatus ingår i släktet Amidorus och familjen Aphodiidae. Inga underarter finns listade i Catalogue of Life.